# Cydnoides confusus
Cydnoides confusus är en insektsart som beskrevs av Mcatee och Malloch 1933. Cydnoides confusus ingår i släktet Cydnoides och familjen glansskinnbaggar. Inga underarter finns listade i Catalogue of Life.